# Cypella hauthalii
Cypella hauthalii är en irisväxtart som först beskrevs av Carl Ernst Otto Kuntze, och fick sitt nu gällande namn av Robert Crichton Foster. Cypella hauthalii ingår i släktet Cypella, och familjen irisväxter.

## Underarter
Arten delas in i följande underarter:
- C. h. hauthalii
- C. h. opalina